# Frederick A. Britten

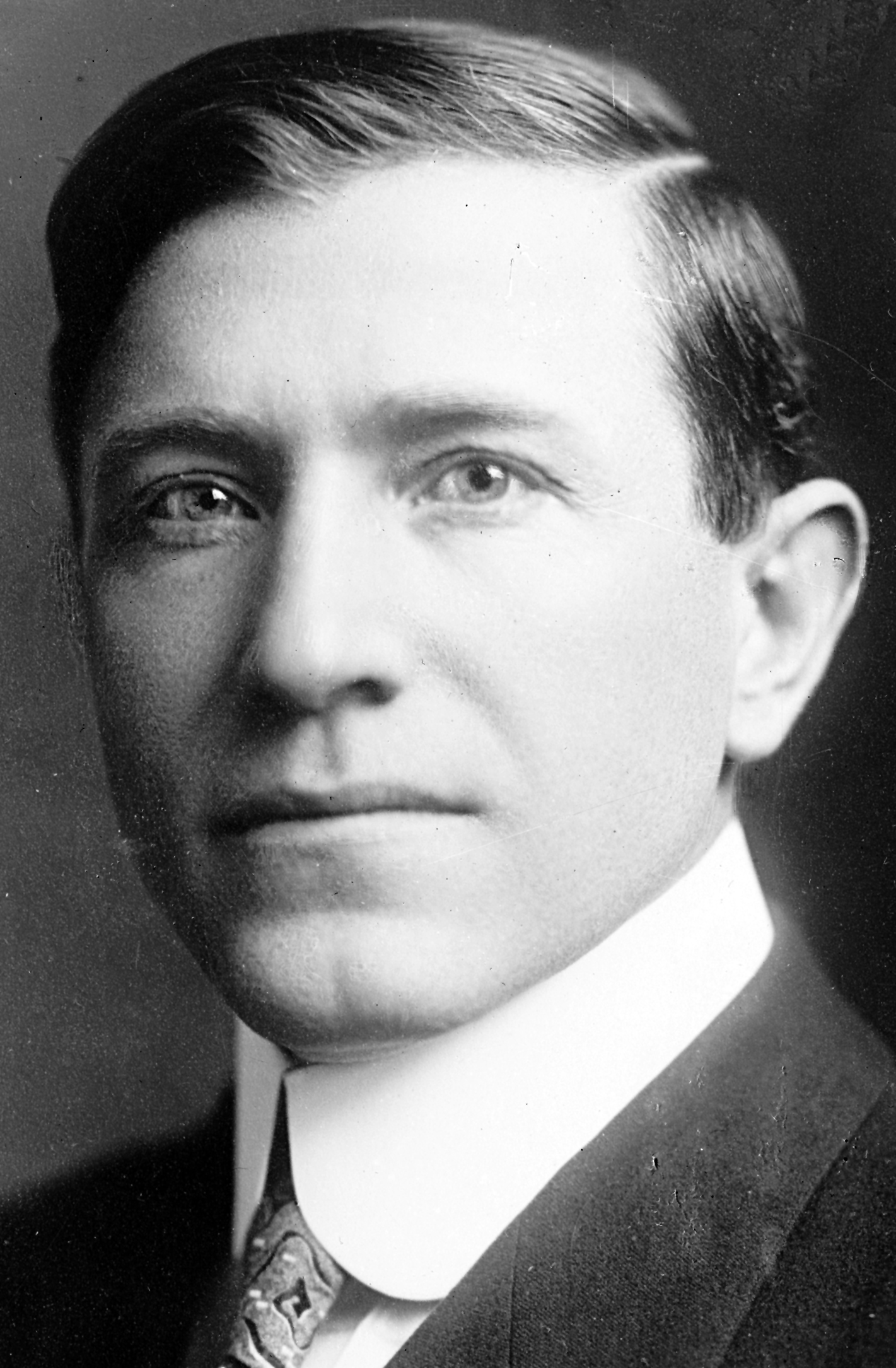
Frederick A. Britten

Frederick Albert Britten (* 18. November 1871 in Chicago, Illinois; † 4. Mai 1946 in Bethesda, Maryland) war ein US-amerikanischer Politiker. Zwischen 1913 und 1935 vertrat er den Bundesstaat Illinois im US-Repräsentantenhaus.

## Werdegang
Frederick Britten besuchte das Healds Business College in San Francisco. Danach arbeitete er in der Baubranche. Später wurde er privater Geschäftsmann. Gleichzeitig schlug er als Mitglied der Republikanischen Partei eine politische Laufbahn ein. Zwischen 1908 und 1912 gehörte er dem Stadtrat von Chicago an. Im Jahr 1909 leitete er in dieser Stadt das Civil Service Committee. Von 1923 bis 1934 gehörte er dem Vorstand der amerikanischen Delegation bei der Interparlamentarischen Union an. Im Juni 1936 war er Delegierter zur Republican National Convention in Cleveland, auf der Alf Landon als Präsidentschaftskandidat nominiert wurde.
Bei den Kongresswahlen des Jahres 1912 wurde Britten im neunten Wahlbezirk von Illinois in das US-Repräsentantenhaus in Washington, D.C. gewählt, wo er am 4. März 1913 die Nachfolge des Demokraten Lynden Evans antrat. Nach zehn Wiederwahlen konnte er bis zum 3. Januar 1935 elf Legislaturperioden im Kongress absolvieren. In seine Zeit im Kongress fiel der Erste Weltkrieg. Außerdem wurden während dieser Zeit der 16., der 17., der 18., der 19., der 20. und der 21. Verfassungszusatz ratifiziert. Seit 1933 wurden die ersten New-Deal-Gesetze der Bundesregierung unter Präsident Franklin D. Roosevelt verabschiedet.
Im Jahr 1934 wurde Frederick Britten nicht wiedergewählt. Nach dem Ende seiner Zeit im US-Repräsentantenhaus ist er politisch nicht mehr in Erscheinung getreten. Er starb am 4. Mai 1946 in Bethesda.